# Харвота (приток Ямбуринской)
Харвота (устар. Харвута) — река в России, протекает по территории Приуральского района Ямало-Ненецкого автономного округа. Устье реки находится в 52 км от устья обской протоки Ямбуринской по левому берегу. Длина реки составляет 25 км.

## Данные водного реестра
По данным государственного водного реестра России относится к Нижнеобскому бассейновому округу, водохозяйственный участок реки — Обь от города Салехард и до устья, речной подбассейн реки — бассейны притоков Оби ниже впадения Северной Сосьвы. Речной бассейн реки — (Нижняя) Обь от впадения Иртыша.
Код объекта в государственном водном реестре — 15020300212115300035033.